# آرون بيرسول
آرون بيرسول (Aaron Peirsol) هو لاعب أولمبي لرياضة السباحة من الولايات المتحدة. شارك في الأولمبياد الصيفي في 2000–2008، وفاز بما مجموعه 7 ميداليات.

## الميداليات
| ذهب | فضة | برونز | المجموع |
| 5   | 2   | 0     | 7       |

## روابط خارجية
- آرون بيرسول على موقع الاتحاد الدولي للسباحة (الإنجليزية)
- آرون بيرسول على موقع SwimRankings.net (الإنجليزية)
- آرون بيرسول على موقع قاعة مشاهير السباحة العالمية (الإنجليزية)
- آرون بيرسول على موقع اللجنة الأولمبية الدولية (الإنجليزية)
- آرون بيرسول على موقع أوليمبيديا (الإنجليزية)
- آرون بيرسول على موقع اللجنة الأولمبية والبارالمبية الأمريكية (الإنجليزية)